# Bevk
Bevk je priimek v Sloveniji, ki ga je po podatkih Statističnega urada Republike Slovenije na dan 1. januarja 2010 uporabljalo 533 oseb in je med vsemi priimki po pogostosti uporabe uvrščen na 550. mesto.

## Znani nosilci priimka
- Alida Bevk (*1990?), gledališka igralka
- Blaž Bevk (1865—1929), duhovnik, pesnik in prevajalec
- Danilo Bevk (*1983), biolog in čebelar
- Davorina Bevk (1894—1971), učiteljica in publicistka
- France Bevk (1890—1970), pisatelj, urednik, politik, akademik
- Gabrijel Bevk (1881—1950), glasbenik
- Ivan (Jani?) Bevk, pesnik
- Iztok Bevk (*1973), gledališki režiser in igralec
- Josip (Jože) Bevk (1811—1860), župnik, kmetijski pisec
- Jože Bevk, inovator, univ. prof. v ZDA (Harvard), svetovalec IJS
- Justin Bevk (*1941), arhitekt
- Marjan Bevk (1951—2015), gledališki režiser, kulturni organizator, predsednik društva TIGR Primorske
- Matija Bevk (*1972), arhitekt
- Metod Bevk (*1984), hokejist
- Nelida Bevk (*1941), tekstilna oblikovalka (industrijska in unikatna tkalka)
- Niko(laj) Bevk (1942—2004), ekonomist, gospodarstvenik
- Samo Bevk (*1956), zgodovinar, muzealec in politik
- Slavko Bevk (1909—1970), tigrovec in narodnogospodarski delavec
- Stanislav Bevk (1875—1956), šolnik in poljudnoznanstveni pisec
- Tadej Bevk, krajinski arhitekt
- Vinko Stanislav Bevk (1912—1980), križnik, dr. teol., duhovnik v Nemčiji